# Alois Zipper

Alois Zipper

Alois Zipper (* 26. November 1875 in Heidersdorf, Landkreis Neisse; † 29. Dezember 1932 ebenda) war ein deutscher Politiker (Zentrum).

## Leben und Wirken
Zipper besuchte die Volksschule und das Realgymnasium zu Neisse, bevor er das letztere abbrach, um nach dem Tod des Vaters dessen Landwirtschaft zu übernehmen. 1902 wurde er Eigentümer des väterlichen Gutes bei Heidersdorf. Im selben Jahr heiratete er.
In den Jahren 1913 bis 1920 war Zipper Gemeindevorsteher seines Heimatortes und Mitglied im Kreisvorstand des Schlesischen Bauernvereins.
Spätestens nach dem Ersten Weltkrieg wurde er Mitglied der katholischen Zentrumspartei. Am 5. Dezember 1922 zog Zipper bei einer Neuwahl im Wahlkreis 10 in den im Juni 1920 gewählten ersten Reichstag der Weimarer Republik ein. Nachdem er bei der Reichstagswahl vom Mai 1924 als Abgeordneter bestätigt wurde, vertrat er dort – unterbrochen durch eine dreimonatige Abwesenheit in der Zeit vom Juni bis September 1924 – bis zu seinem Ausscheiden im Dezember 1924 den Wahlkreis 10 beziehungsweise (nach einer Neudurchnummerierung der Wahlkreise) 9 (Oppeln).
In seinen letzten Lebensjahren trat Zipper politisch nicht mehr hervor.